# Trần Chí Toàn
Trần Chí Toàn (sinh ngày 16 tháng 4 năm 1972 tại Hồng Kông, tiếng Trung: 陳志全; tiếng Anh: Raymond Chan Chi-chuen), còn được gọi là Slow Beat (慢必) trong sự nghiệp phát thanh của mình, là thành viên của Hội đồng Lập pháp Hồng Kông (đại diện cho khu vực bầu cử New Territories East), người dẫn chương trình và cựu giám đốc điều hành của Phóng viên Hồng Kông.
Trần Chí Toàn là nhà lập pháp đồng tính công khai đầu tiên ở Hồng Kông và Đại Trung Hoa.

## Sự nghiệp
Trần Chí Toàn tốt nghiệp Đại học Trung văn Hương Cảng năm 1994 với bằng Cử nhân Khoa học Xã hội về Xã hội học.
Đầu những năm 1990, với nghệ danh Slow Beat, ông đã hợp tác với Đàm Đắc Chí (hay còn gọi là Fast Beat) tổ chức một chương trình phát thanh trên Đài phát thanh Thương mại Hồng Kông được gọi là Fast Slow Beats với sự giúp đỡ từ Du Tranh. Bộ đôi này trở nên nổi tiếng khi họ tổ chức Challengers of Fire trên Truyền hình châu Á vào năm 1997, nhưng đã rời khỏi chương trình một năm sau đó. Họ vẫn là đối tác sau khi gia nhập Metro Showbiz năm 2000 cho đến khi Trần Chí Toàn từ bỏ sự nghiệp làm đài phát thanh vào năm 2007. Sau đó, ông dành một năm để thực hành Phật giáo tại Nhật Bản. Ông trở lại làm người dẫn chương trình phát thanh tại đài phát thanh Internet Phóng viên Hong Kong năm 2010 và được bổ nhiệm làm giám đốc điều hành vào năm 2011.
Trần Chí Toàn là một Phật tử. Đầu năm 2009, ông là một tu sĩ Phật giáo trong một ngôi chùa Nhật Bản, và ông có thể đọc một số tiếng Phạn cơ bản.
Vào tháng 9 năm 2010, cùng với một số người dẫn chương trình của phóng viên Hồng Kông, Trần Chí Toàn đã trở thành người đồng sáng lập và phó phát ngôn viên của nhóm chính trị Power Voters (phần sau của Sức mạnh Nhân dân), với mục tiêu là chống lại Đảng Dân chủ trong cuộc bầu cử hội đồng quận 2011. Trần Chí Toàn thất bại trong việc thách đấu với đảng Dân chủ Lý Vĩnh Đạt trong Lai Wah của Hội đồng quận Quỳ Thanh.
Năm 2012, ông đã hợp tác với Viên Di Minh để tham gia bầu cử Hội đồng Lập pháp và cuối cùng đã được bầu. Sau cuộc bầu cử, ông  công khai đồng tính và lên tiếng ủng hộ quyền LGBT ở Hồng Kông, bao gồm cả pháp luật của Pháp lệnh phân biệt đối xử tình dục.
Với việc bỏ phiếu chiến lược thành công giữa các cử tri ủng hộ dân chủ, Chan là một trong năm ứng cử viên không thành lập được bầu lại trong bầu cử năm 2016 với 45.993 phiếu bầu. Trong cuộc bầu cử Giám đốc điều hành năm 2017, ông đã ủng hộ nhà lập pháp cấp tiến Lương Quốc Hùng của Liên minh Dân chủ Xã hội (LSD) ra tranh cử Tổng Giám đốc thông qua một kiến nghị dân sự không chính thức, mặc dù các đảng dân chủ chính thống ủng hộ cựu Bộ trưởng Tài chính Tăng Tuấn Hoa.